# Un equilibrio delicato
Un equilibrio delicato (A Delicate Balance) è un dramma di Edward Albee, vincitore del Premio Pulitzer per la drammaturgia nel 1967.
Tra i temi principali ci sono il senso di perdita (espresso sotto forma di sindrome da nido vuoto), la paura e la fuga dalla realtà.

## Trama
La vita dei coniugi di mezz'età Agnes e Tobias ha subito diversi scossoni: la figlia Julia è tornata a vivere da loro dopo il terzo divorzio e così ha fatto anche Claire, la sorella alcolizzata di Agnes. Una sera Harry ed Edna, amici di vecchia data di Agnes e Tobias, vengono a trovarli e chiedono se possono restare da loro per qualche giorno:  i due, infatti, erano stati turbati da una misteriosa ed inspiegabile paura dopo essersi trovati soli a casa dopo la partenza dei figli.
Con il passare dei giorni, la situazione si fa sempre più delicata e i protagonisti sono costretti ad assistere al crollo psicotico di Julia, agli sproloqui da ubriaca di Claire e all'ammissione di ripetute infedeltà da parte di Tobias.

## Produzioni principali
- New York, Martin Beck Theatre, 22 settembre 1966: regia di Alan Schneider, con  Hume Cronyn (Tobias), Jessica Tandy (Agnes), Rosemary Murphy (Claire), Henderson Forsythe (Harry), Carmen Mathews (Edna), Marian Seldes (Julia)[1].
- Genova, Teatro Duse, 18 aprile 1967: regia di Franco Zeffirelli, con Rina Morelli (Claire), Paolo Stoppa (Tobia), Sarah Ferrati (Agnes), Daniela Nobili (Julia), Ernes Zacconi, Giuseppe Pagliarini. Prima rappresentazione europea[2].
- New York, Plymouth Theatre, 21 aprile 1996: regia di Gerald Gutierrez, con Rosemary Harris (Agnes), George Grizzard (Tobias), John Carter (Harry), Elizabeth Wilson (Edna), Elaine Stritch (Claire), Mary Beth Hurt (Julia)[3].
- Londra, Theater Royal, 21 ottobre 1997: regia di Anthony Page, con Eileen Atkins (Agnes), Maggie Smith (Clair), John Standing (Tobias), Annette Crosbie (Edna), Sian Thomas (Julia), James Laurenson (Harry).
- Bari, Teatro Piccini, 11 gennaio 2001: regia di Mario Missiroli, con Valeria Moriconi (Claire), Corrado Pani, Milena Vukotic, Pino Colizzi, Elisabetta Piccolomini, Barbara Mautino.
- Londra, Almeida Theater, 12 maggio 2011: regia di James Macdonald, con Penelope Wilton (Agnes), Lucy Cohu (Julia), Diana Hardcastle (Edna), Ian McElhinney (Harry), Tim Pigott-Smith (Tobias), Imelda Staunton (Claire).
- New York, John Golden Theatre, 20 novembre 2014: regia di Pam MacKinnon, con Glenn Close (Agnes), John Lithgow (Tobias), Martha Plimpton (Julia), Lindsay Duncan (Claire), Bob Balaban (Harry), Clare Higgins (Edna)[4].

## Adattamento cinematografico
Nel 1973 Tony Richardson ha diretto un omonimo adattamento cinematografico del dramma, interpretato da Katharine Hepburn (Agnes), Paul Scofield (Tobias), Lee Remick (Julia), Kate Reid (Claire), Joseph Cotten (Harry) e Betsy Blair (Edna); trasmesso dalla Rai il 16 gennaio 1984.